# Winterton (Lincolnshire)
Pour les articles homonymes, voir Winterton (homonymie).
Winterton est une ville et une paroisse civile du Lincolnshire, en Angleterre.

## Personnalités liées à la ville
- Liz Redfern, femme politique britannique.